# AFI Life Achievement Award
Mit dem AFI Life Achievement Award ehrt das American Film Institute (AFI) das Lebenswerk von Filmschaffenden, die bedeutende Beiträge zur Förderung der Filmkunst geleistet haben und dafür bei Studierenden, Filmkritikern, Kollegen und beim Publikum Anerkennung genießen.

## Geschichte und Kriterien
Die Auszeichnung wurde vom Verwaltungsrat des American Film Institutes im Jahre 1973 etabliert. Der Empfänger wird bei einer jährlichen Feier im Dolby Theatre in Hollywood geehrt. In einem 90-minütigen Rückblick treten Stars und Berufskollegen auf und zelebrieren das Schaffen des Preisträgers. Die Zeremonie wird im amerikanischen Fernsehen übertragen.
AFI spezifiziert die Kriterien für eine Ehrung folgendermaßen: Der Empfänger des Awards muss die Filmkunst fundamental verbessert und weiterentwickelt haben. Seine Leistungen sollen einerseits von der Öffentlichkeit als auch von Filmstudenten, Kritikern und Berufskollegen anerkannt sein. Sein Schaffen muss „den Test der Zeit“ bestanden haben.
Der erste und einstimmig gewählte Empfänger des AFI Life Achievement Awards war der Filmregisseur John Ford. Der Preis wurde am 1. März 1973 vom damaligen Präsidenten Richard M. Nixon überreicht. Tom Hanks war mit 45 Jahren der jüngste Empfänger des Awards, gefolgt von Steven Spielberg, welcher den Preis im Alter von 48 Jahren bekommen hat. Stummfilmstar Lillian Gish war die älteste Preisträgerin, mit 90 Jahren.

## Bisherige Preisträger
| #  | Empfänger            | Alter | Datum            | Laudatio                          |
| -- | -------------------- | ----- | ---------------- | --------------------------------- |
| 1  | John Ford            | 79    | 31. März 1973    | Danny Kaye                        |
| 2  | James Cagney         | 74    | 31. März 1974    | Frank Sinatra                     |
| 3  | Orson Welles         | 59    | 9. Februar 1975  | Frank Sinatra                     |
| 4  | William Wyler        | 73    | 9. März 1976     | Gregory Peck                      |
| 5  | Bette Davis          | 68    | 1. März 1977     | Jane Fonda                        |
| 6  | Henry Fonda          | 72    | 15. März 1978    | nicht bekannt                     |
| 7  | Alfred Hitchcock     | 79    | 7. März 1979     | Ingrid Bergman                    |
| 8  | James Stewart        | 71    | 16. März 1980    | Henry Fonda                       |
| 9  | Fred Astaire         | 81    | 10. April 1981   | David Niven                       |
| 10 | Frank Capra          | 84    | 4. März 1982     | James Stewart                     |
| 11 | John Huston          | 76    | 3. März 1983     | Lauren Bacall                     |
| 12 | Lillian Gish         | 90    | 1. März 1984     | Douglas Fairbanks Jr              |
| 13 | Gene Kelly           | 72    | 7. März 1985     | Shirley MacLaine                  |
| 14 | Billy Wilder         | 79    | 6. März 1986     | Jack Lemmon                       |
| 15 | Barbara Stanwyck     | 79    | 9. April 1987    | Jane Fonda                        |
| 16 | Jack Lemmon          | 63    | 10. März 1988    | Julie Andrews                     |
| 17 | Gregory Peck         | 72    | 9. März 1989     | Audrey Hepburn                    |
| 18 | David Lean           | 82    | 8. März 1990     | Gregory Peck                      |
| 19 | Kirk Douglas         | 74    | 7. März 1991     | Michael Douglas                   |
| 20 | Sidney Poitier       | 65    | 12. März 1992    | Harry Belafonte                   |
| 21 | Elizabeth Taylor     | 61    | 11. März 1993    | Carol Burnett                     |
| 22 | Jack Nicholson       | 56    | 3. März 1994     | Mike Nichols                      |
| 23 | Steven Spielberg     | 48    | 2. März 1995     | Sidney Sheinberg                  |
| 24 | Clint Eastwood       | 65    | 29. Februar 1996 | Steven Spielberg                  |
| 25 | Martin Scorsese      | 54    | 20. Februar 1997 | Gregory Peck                      |
| 26 | Robert Wise          | 83    | 19. Februar 1998 | Jack Lemmon                       |
| 27 | Dustin Hoffman       | 61    | 18. Februar 1999 | Jack Nicholson                    |
| 28 | Harrison Ford        | 57    | 17. Februar 2000 | George Lucas und Steven Spielberg |
| 29 | Barbra Streisand     | 58    | 22. Februar 2001 | Sidney Poitier                    |
| 30 | Tom Hanks            | 45    | 24. Juni 2002    | Steven Spielberg                  |
| 31 | Robert De Niro       | 59    | 12. Juni 2003    | Martin Scorsese                   |
| 32 | Meryl Streep         | 54    | 21. Juni 2004    | Mike Nichols                      |
| 33 | George Lucas         | 61    | 9. Juni 2005     | Steven Spielberg                  |
| 34 | Sean Connery         | 75    | 8. Juni 2006     | Harrison Ford                     |
| 35 | Al Pacino            | 67    | 7. Juni 2007     | Sean Penn                         |
| 36 | Warren Beatty        | 71    | 12. Juni 2008    | Al Pacino                         |
| 37 | Michael Douglas      | 64    | 11. Juni 2009    | Jack Nicholson                    |
| 38 | Mike Nichols         | 78    | 10. Juni 2010    | Meryl Streep                      |
| 39 | Morgan Freeman       | 74    | 9. Juni 2011     | Clint Eastwood                    |
| 40 | Shirley MacLaine     | 78    | 7. Juni 2012     | Meryl Streep                      |
| 41 | Mel Brooks           | 86    | 15. Juni 2013    | Martin Short                      |
| 42 | Jane Fonda           | 76    | 13. Juni 2014    | Michael Douglas                   |
| 43 | Steve Martin         | 69    | 4. Juni 2015     | Mel Brooks                        |
| 44 | John Williams        | 84    | 9. Juni 2016     | Steven Spielberg                  |
| 45 | Diane Keaton         | 71    | 8. Juni 2017     | Woody Allen                       |
| 46 | George Clooney       | 57    | 7. Juni 2018     | Shirley MacLaine                  |
| 47 | Denzel Washington    | 64    | 6. Juni 2019     | Spike Lee                         |
| 48 | Julie Andrews        | 86    | 9. Juni 2022     | Carol Burnett                     |
| 49 | Nicole Kidman        | 56    | 27. April 2024   | Meryl Streep                      |
| 50 | Francis Ford Coppola | 86    | 26. April 2025   | George Lucas und Steven Spielberg |